# Norma Bessouet
 (mars 2018).
Si vous disposez d'ouvrages ou d'articles de référence ou si vous connaissez des sites web de qualité traitant du thème abordé ici, merci de compléter l'article en donnant les références utiles à sa vérifiabilité et en les liant à la section « Notes et références ».
Norma Bessouet, née le 15 juin 1940 à Buenos Aires et morte le 11 juin 2018 dans la même ville, est une peintre et sculptrice argentine.           
Elle s'est concentrée principalement sur des portraits, des scènes quotidiennes et des nus féminins. Ses peintures sont de style abstrait, et elle a également créé des poupées en bois abstitrant. Influencée par Aída Carballo, elle s'installera à Londres puis en Espagne avant de vivre à New York. 

## Enfance
Norma Bessouet est née à Buenos Aires, en Argentine. Sa mère, Luisa Enero, peintre et illustratrice, l'a initiée à l'art et l'a inspirée en tant qu'artiste. Son père, Ivan Bessouet, était ébéniste. Lui et Enero l'ont soutenue dans sa vocation pour les arts visuels. En 1964, Norma est acceptée à l'Academia de Bellas Artes Prilidiano Pueyrredon, dont elle sort diplômée en 1968. Norma Bessouet y est l'élève de Idéal Sánchez. Bessouet a été fortement influencée par le travail de Aída Carballo et a souvent revendiqué Carballo comme sa première et unique influence. Carballo avait également travaillé à l'Academia de Bellas Artes Prilidiano Pueyrredon.

## Travail en Argentine
L'historienne de l'Art Marta Garsd a cité Carballo comme étant la principale influence de la peinture de Bessouet, y compris dans son initiation aux travaux de l'École Siennoise. L'École Siennoise a influencé "la ligne et la couleur délicates, et ses surfaces comme des pierres précieuses" notable chez Bessouet, tout comme ses nus de jeune femme. Elle aurait trouvé une inspiration supplémentaire dans l'œuvre de Marcel Schwob, particulièrement pour ses compositons émotionnelles ; davantage que pour sa valeur artistique propre. Garsd décrit les œuvres de Bessouet comme étant à la croisée de l'abstraction et de l'art figuratif et teintées de modernisme, dans la lignée stylistique de Lino Énée Spilimbergo. En 1971, Bessouet a remporté le grand prix du dessin original de femmes de l'Académie des Arts d'Argentine.
Malgré un certain succès dans les compétitions argentines, Bessouet a eu du mal à trouver le succès commercial et à être appréciée des galeries de Buenos Aires. Elle y a été rejetée parce qu'elle était une femme. Ne s'étant pas identifiée à la lutte féminine ni au féminisme organisé, elle choisit d'attaquer le patriarcat du monde de l'art indépendamment plutôt qu'avec d'autres femmes artistes, à l'instar de l'Union de Feministas Argentina.

## Le départ pour l'Europe
En 1974, Bessouet déménage à Londres, en Angleterre. Elle y reçoit une bourse de la Slade School of Fine art et passe quelque temps à travailler en Italie. Plus tard, elle séjournera à Barcelone, en Espagne,  en 1976. En Espagne, elle a tenté d'attirer l'attention sur son travail du bois. Sa mère lui envoya les outils d'ébénisterie de son père. Avec ces outils, elle a fait des poupées, dont les visages "rappelaient les célèbres prototypes du 19e siècle créé par Pierre François Jumeau à Paris" à l'historienne Marta Garsd. Les poupées avaient des yeux de verre, portaient des vêtements de dentelle, et d'autres accessoires antiques. Elles sont très abstraites et ont des "parties du corps", qui sont représentés dans l'hypertrophie des têtes, dans l'étrange forme des yeux, et l'exposition des organes génitaux. En 1981, elle bénéficia du mécénat du Ministère de la Culture espagnol, ce qui lui permit de réaliser un voyage à New York, où elle finira par s'installer définitivement.

## La vie à New York
Dès 1981, Bessouet vit à New York, comme une artiste à part entière, en continuant de développer son travail des poupées. Celles créés à New York seront radicalement différentes de celles de l'Espagne : elles étaient "androgynes", "angéliques", "ailées" et faites de matériaux transparents." Les poupées ont été décrites par Garsd comme des "emblèmes du féminisme", des "créatures sans sexe". Tandis qu'à New York, Bessouet s'est concentrée principalement sur la peinture, avec des apparitions dans ses toiles de ses poupées androgyne, souvent sous forme de figures érotiques au milieu d'un décor mystique.
Norma Bessouet travaille à New York et Buenos Aires. Elle travaille sans modèle professionnel, préférant représenter les personnes qu'elle connaît dans la vie.